# 주천향
주천향(呪泉郷)은 《란마 ½》에 등장하는 가상의 장소이다. 각각의 샘은 처음 빠진 생물의 특징을 기억해 다음에 빠지는 사람은 그 모습으로 만들어 버린다. 주천향에 빠진 사람은 뜨거운 물을 부으면 원래모습으로 돌아오지만 찬물을 부으면 다른 모습이 된다. 약 백가지가 넘는 샘이 있으며 근처에 사는 주천향가이드가 안내해 준다. 본의 아니게 빠진 사람도 있지만 주천향 근처에 사는 이들은 저주를 이용하면서 생활하기도 한다. 수백개가 넘는 샘이 있으며 샘마다 3~4개의 대나무가 꽂혀있다. 《란마 ½》의 핵심장소로 꼽힌다.

## 주천향의 주소
중국 청해성 바얀카라산맥 권정산
이 주소는 《란마 ½》의 만화책에 나오는 것으로 실제로 존재하는 주소는 아니다.

## 주천향에 빠진 등장인물
주요인물
- 사오토메 란마 (남궁란마) : 낭익천 (처녀)
- 사오토메 겐마 (남궁민) : 웅묘익천 (판다)
- 히비키 료가 (제갈요가) : 흑돈익천 (검은 새끼돼지)
- 샴푸 : 묘익천 (고양이)
- 무스 : 압자익천 (오리)

그외의 인물
- 판스토타로 (스타킹보이) : 우학만모익천 (뱀장어와 학을 쥐고 소를 탄 설인)
- 류쥬 : 아수라익천 (아수라)
- 락쿄사이 : 동자익천 (어린아이)
- 허브 : 낭익천

그외의 샘
- 장어익천 : 문어가 빠진 샘이다. 판스토타로가 전력을 높이기 위해 빠진 샘
- 선남익천 : 착한 사람이 빠진 샘이다. 판스토타로가 핫포사이에게 뿌리려고 한 샘
- 남익천 : 남자가 빠진 천. 란마, 겐마, 료가, 무스가 빠지려고 노력한다.
- 쌍생아익천 : 쌍둥이가 빠진 샘. 선남익천과 바뀌어 소동이 일어난다.

주천향 밖에 있는 저주의 샘
- 봉황익천 : 봉황산 종족이 생활용수로 사용한 샘. 그 결과 날개가 생겼다.

새로 생긴 샘
- 아카네(茜)익천 : 키마가 아카네의 몸을 빌리기 위해 새로운 샘을 파 아카네를 빠트렸다. 키마는 이걸 이용해 란마를 속인다.

애니메이션에만 등장하는 샘
- 승려익천 : 승려가 빠진 샘이다. 주천향 풍기인중 키니가 빠진 곳이다.
- 참와익천 : 개구리가 빠진 샘이다. 란마의 실수로 개구리선인이 빠진다.

## 관련된 단어
- 상신묘혈 : 코론이 란마에게 누른 혈. 뜨거운 물에 못 들어가게 하는 곳이다.
- 목욕탕 아저씨 혈 : 코론이 누른 혈을 낫게 하는 혈. 도후선생이 눌러 주었다. 단 1회용 혈이다.
- 불사조환 : 상신묘혈을 완전히 낫게 하는 약이다. 란마가 이걸 뺏기 위해 전력을 다한다.
- 즉석 남익천 : 샴푸가 이걸 미끼로 란마와 데이트를 한다. 그러나 1회용이다.
- 일본식 남익천 : 일본에 있는 남익천의 분점이다. 성분미달로 폐쇄되었다.
- 방수비누 : 료가가 획득한 비누. 잠시 동안 변신을 안한다.
- 지수분 : 변신한 모습을 그대로 유지시키는 도구.
- 개수호 : 지수분의 효과를 없애는 도구